# أنجيلا براون (ممثلة)
أنجيلا براون (بالإنجليزية: Angela Browne)‏ هي ممثلة بريطانية، ولدت في 14 يونيو 1938 في والتون أون تيمز ‏ في المملكة المتحدة، وتوفيت في 20 يونيو 2001 في Esher ‏ في المملكة المتحدة.

## وصلات خارجية
- أنجيلا براون على موقع IMDb (الإنجليزية)
- أنجيلا براون على موقع قاعدة بيانات الفيلم (الإنجليزية)
- أنجيلا براون على موقع كينوبويسك (الروسية)